# Mycteroperca jordani
Mycteroperca jordani é uma espécie de peixe, endémica do México, da família Serranidae.
É uma espécie em perigo, de acordo com a IUCN.